# D-LITE
D-LITE（ディライト、1989年4月26日 - ） は、韓国の歌手、タレント、ドラマーであり、BIGBANGのメンバーである。本貫は晋州姜氏。本名は、カン・デソン（강대성）。

## 経歴
ソウルの梨泰院地区で生まれ、幼い頃から歌手になることに興味を持っていた。この考えに対して両親は強く反対したが、その反対を克服し許可を得るために、一週間家出をした。その後目標を追求し続け、オーディションに成功した後、YGエンターテインメントに研修生として採用された。
2006年、BIGBANGのメンバーとしてデビュー。SOLとともにメインボーカルを担当。
2008年、BIGBANGの日本デビューに合わせ、日本での活動名をD-LITEとした。人を楽しませるという意味の「delight」が由来と言われている。またこの年、ソロとして韓国でデジタルシングル「날 봐, 귀순(俺を見て、クィスン)」をリリース。
BIGBANGのデビュー後、社交不安障害と診断され、社会恐怖症と舞台恐怖症を発症した。しかし、彼は以前に病気と診断されていた歌手、レーベルメイトであるGummyの助けによって回復することができた。
2013年2月27日 ソロアルバム『D'scover』をリリースした。オリコンアルバムチャートで2位にランクインされた。
もともとソロ活動をするつもりはなかったが、日本の所属事務所の社長にJ-POPのカバーを提案され、BIGBANGと違う音楽を歌うのが楽しいと感じたことを、後にインタビューで明かした。
『ナルバキスン』や『テバギヤ』といったソロ作品ではコミカルな性格を生かしたトロット調の楽曲を発表して話題となった。また女性誌「anan」の表紙を飾ったり、コント番組に出演したりなど、音楽以外でも日本での活動の場を広げていった。
2018年3月 - 2019年12月、兵役により活動を中断。
2022年12月27日、満了となったYGエンターテインメントとの契約を更新しないことを選択。BIGBANGのメンバーであることは継続しつつ、移籍先を探すこととなった。
2023年4月3日、D-LITEの元マネージャーが代表を務める芸能事務所「R＆D COMPANY」と専属契約を締結。社内に専門レーベル「D-LABLE」を創設し、音楽はじめ多彩な分野での活動を予告した。
2023年12月18日、移籍後初のシングル「흘러간다（Flow）」をリリース。
2025年4月8日、韓国では初のミニアルバム「D's WAVE」をリリース。

## 人物
ポストモダン音楽を学ぶために2008年に慶熙大学校に入学した。
敬虔なクリスチャンであり、自身の信仰は悲劇的な人生の出来事の後に自身の人生を再評価する上で大きな影響があると公言したことがある。
「D-LITE」の芸名を用いるのは日本での活動時のみであり、韓国をはじめそれ以外の国では本名の「デソン」（DAESUNG）の名で活動している。しかしながら、日本のファンからも「デソン」、あるいはハングル文字の"ㄷ"は語頭に来ると清音化することから「テソン」と呼ばれることが多い。

## ディスコグラフィー

### 韓国

#### シングル
1. 2006年「笑ってみる」（「웃어본다」『BIGBANG Vol.1』に収録、日本語版は『Rainy Rainy』『D'slove』に収録）
2. 2008年「俺を見て、クィスン」（「날 봐, 귀순」デジタルシングル、日本語版は『Rainy Rainy』『D'slove』『でぃらいと』に収録）
3. 2009年「大成功だ！」（「대박이야!」デジタルシングル、日本語版は『でぃらいと』に収録)
4. 2010年「ソムサタン」（「솜사탕」デジタルシングル）
5. 2011年「Baby Don't Cry」（ミニアルバム『Special Edition』に収録。日本語版は『D'scover』に収録）
6. 2012年「WINGS」（アルバム『ALIVE』『ALIVE -MONSTER EDITION-』に収録。日本語版は『SPECIAL FINAL IN DOME MEMORIAL COLLECTION』『D'scover』に収録）
7. 2023年「흘러간다（Flow）」（「대성 Special Single」デジタルシングル）
8. 2024年「Falling Slowly」（デジタルシングル）

#### ミニアルバム
1. 2025年「D's WAVE」

### 日本

#### シングル
1. I LOVE YOU（2013年7月31日）[18] - 尾崎豊の曲をカバー。葉加瀬太郎とのコラボ作

#### 配信シングル
1. Rainy Rainy（2014年 6月11日、iTunes総合チャート1位獲得）

#### アルバム
1. D'scover（2013年2月27日）[19]。
2. D'slove（2014年7月16日）[20]。

#### ミニアルバム
1. でぃらいと（2014年10月29日）[21]
2. D-DAY（2017年4月12日）[22]
3. でぃらいと2（2017年10月12日）[23]

### 映像作品
1. D-LITE Encore!! 3D Tour [D-LITE DLive D'slove]（2016.01.27）
2. D-Lite DLive 2014 in Japan ~D`slove~（2014.10.22）
3. D-LITE D'scover Tour 2013 in Japan ~DLive~（2013.10.30）
4. DなSHOW Vol.1 [The Complete Collector's Set]（2019.2.27）

### その他・コラボレーション
- 2010年「How Did We Get」（イ・ヒョリのアルバム『H-Logic』に収録、デュエット曲）
- 2012年「Rock Star」（『What's Up 日本版オリジナル・サウンドトラック』）
- 2013年「親愛なる君へ [feat. D-LITE (from BIGBANG)]」（Gummyのアルバム『FATE(S)』に収録）
- 2024年「HOME SWEET HOME (feat. TAEYANG & DAESUNG)」（G-DRAGONの楽曲）

## ライブ

### 日本
| 日程              | タイトル                                     | 会場 | 備考                     |
| ----------------- | -------------------------------------------- | --- | ------------------------ |
| 2013年3月         | D-LITE D'scover Tour 2013 in Japan 〜DLive〜 | 下記のほか、全国を回る追加公演も開催した。 - 3月23-24日 神戸ワールド記念ホール - 3月30-31日 日本武道館                                               | 初ソロライブツアーを開催 |
| 2014年6月11日     | D-LITE DLive 2014 in Japan 〜D'slove〜       | 下記のほか、全国で公演を開催し、追加公演、再追加公演も開催した。 - 7月17-18日 日本武道館＜18日のみ追加公演＞ - 7月26-27日 大阪城ホール＜再追加公演＞ |                          |
| 2015年1月31日から | Encore!! 3D Tour [D-LITE DLive D'slove]      | |                          |

## 出演

### テレビ
- 2008-2010年、SBSバラエティ番組『ファミリーがやってきた』にレギュラー出演
- 2008-2009年、MBC音楽番組、『ショー！音楽中心』にV.IとMCとしてレギュラー出演
- 2010年、SBSトーク番組『おしゃべりナイト～スターの真相～』にMCとしてレギュラー出演
- 2011年、MBNドラマ『WHAT'S UP』にハ・デス/ハ・ドソン役として出演
- 2013年、MTV Japan『D'splay』にMCとして出演。日本でソロ初のレギュラー番組[28]。
- 2013年秋、MTV Japan『D'splay Returns』にMCとして出演。

### ミュージカル
- 2008年、ミュージカル『CATS』にRum Tum Tagger役として出演。

## 配信
- 2012年8月、公式モバイルサイト『BIGBANG☆WORLD』にてブログ「トさんの新発見」を開始。